# خيطائيات كبيرة
الخيطائيات الكبيرة (الاسم العلمي:Granofilosea) هي طائفة من الحيوانات المذيلة في شعيبة الخيطائيات (Filosa). تنتمي ثلاث مجموعات (رتب) كانت تُعتبر تقليديًا ضمن الشمسيات هنا:الشيمسانيات ورباطيات الصدر وعاريات الكرة والتي تم تجميعها مؤخرًا في هذه الطائفة الجديدة.

## التصنيف
- طائفة الخيطائيات الكبيرة
  - رتبة الشيمسانيات
    - فصيلة الشيمسانات
      - الشيمسانة

    - فصيلة مزدوجات الشكل الرباعية
      - مزدوجة الشكل الرباعية

    - فصيلة الريكدات
      - الريكداء